# Georgy Arutyunyan
Georgy Arutyunyan (Krasnodar, 9 de agosto de 2004) es un futbolista ruso, nacionalizado armenio, que juega en la demarcación de defensa para el Puskás Akadémia F. C. de la Nemzeti Bajnokság I.

## Selección nacional
Tras jugar en las categorías inferiores de la selección de Rusia, finalmente hizo su debut con la selección de fútbol de Armenia en un partido de clasificación para la Eurocopa 2024 contra Turquía que finalizó con un resultado de 1-2 tras los goles de Orkun Kökçü y Kerem Aktürkoğlu para Turquía, y un autogol de Ozan Kabak para Armenia.

## Clubes
| Club                  | País    | Año       | Partidos | Goles |
| --------------------- | ------- | --------- | -------- | ----- |
| F. C. Krasnodar-2     | Rusia   | 2022-2024 | 21       | 3     |
| F. C. Krasnodar       | Rusia   | 2023-2025 | 20       | 1     |
| Puskás Akadémia F. C. | Hungría | 2025-     | 15       | 0     |